# Urocitellus
Urocitellus là một chi sóc đất. 
Trước đây chúng được cho là thuộc về chi Spermophilus lớn hơn nhiều, nhưng trình tự DNA của gen cytochrome b cho thấy nhóm này là giống chó đồng cỏ và macmot, và do đó không còn có thể được giữ lại như một chi duy nhất. Do đó, Urocitellus hiện được coi là một chi theo đúng nghĩa của nó.
Tất cả trừ hai loài là loài bản địa khu vực phía bắc và phía tây của Bắc Mỹ, từ California và Minnesota đến tây bắc Hoa Kỳ và miền tây Canada; sóc đất Bắc Cực sinh sống trên địa hình Bắc Cực ở cả hai bên eo biển Bering, trong khi sóc đất đuôi dài chỉ có ở châu Á. Tên của chi này được cho là bắt nguồn từ tiếng Latinh uro, có nghĩa là "đuôi" và citellus có nghĩa là "sóc đất".

## Loài
Chi này có các loài:
- Urocitellus armatus (Kennicott, 1863)
- Urocitellus beldingi (Merriam, 1888)
- Urocitellus brunneus (A. H. Howell, 1928)
- Urocitellus canus (Merriam, 1898)
- Urocitellus columbianus (Ord, 1815)
- Urocitellus elegans (Kennicott, 1863)
- Urocitellus mollis (Kennicott, 1863)
- Urocitellus parryii (Richardson, 1825)
- Urocitellus richardsonii (Sabine, 1822)
- Urocitellus townsendii (Bachman, 1839)
- Urocitellus undulatus (Pallas, 1778)
- Urocitellus washingtoni (A. H. Howell, 1938)